# Watcom
Watcom — канадская компания, разработчик компиляторов, сред разработки, утилит для автоматизации программирования. Основана в 1981 году в Уотерлу тремя бывшими работниками Computer Systems Group Фредом Криггером, Яном Макфи и Джек Шулером.
Наиболее известные продукты — компилятор Си и среда разработки Watcom C (1988), также выпускала компиляторы Фортрана (в 1983 году — для WATFIV, в 1988 году — Фортрана-77 с использованием кодогенератора от Watcom C), Паскаля, Кобола, APL, GKS и ряда других языков.
В 1994 году поглощена компанией Powersoft, которую, в свою очередь, в 1995 году приобрела корпорация Sybase; в 2010 году Sybase была поглощена германской компанией SAP. Часть продуктов Watcom были сохранены и продолжили развитие после череды поглощений, таковы SQL Anywhere — встраиваемая СУБД, разработанная в Watcom в 1992 году, и Open Watcom — открытый и бесплатный вариант среды разработки с компиляторами для Си, C++ и Фортрана.